# عمادة المنصورة
 عمادة المنصورة,إحدى عمادات الجمهورية التونسية التابعة لمعتمدية الجديدة من ولاية منوبة.

## الزراعة
المنصورة هي قرية ريفية تمتاز بزراعة الحبوب و القنارية.

## النقل
تعتبر وسيلة النقل الوحيدة بالمنصورة هي الحافلة بخط واحد رقم 42أ

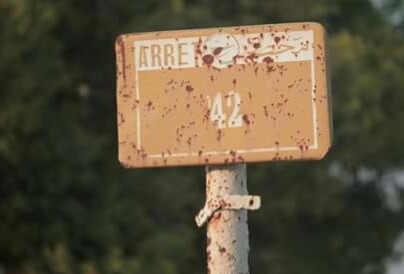
محطة خط الحافلة 42أ بقرية المنصورة التابعة لشركة نقل تونس.

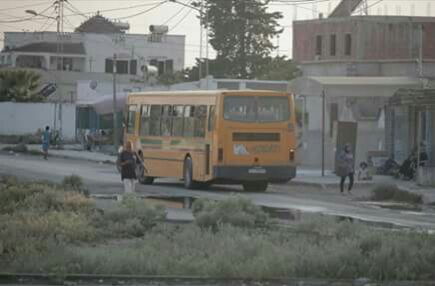
الحافلة 42أ بقرية المنصورة التابعة لشركة نقل تونس.

تابع لشركة نقل تونس .

## رياضة
ينشط في المنصورة فريق رياضي وحيد تأسس سنة 2017 يحمل اسم النادي الرياضي بالمنصورة في اختصاص كرة القدم المصغرة .